# Купаево
Купаево (баш. Ҡупай) — деревня в Кушнаренковском районе Республики Башкортостан Российской Федерации. Входит в состав Расмекеевского сельсовета.

## География

### Географическое положение
Расстояние до:
- районного центра (Кушнаренково): 21 км,
- центра сельсовета (Байталлы): 4 км,
- ближайшей ж/д станции (Уфа): 79 км.

## Население
| 2002 | 2009 | 2010 |
| ---- | ---- | ---- |
| 142  | ↗166 | ↘140 |

Национальный состав
Согласно переписи 2002 года, преобладающие национальности — татары (57 %), башкиры (43 %).